# Viaduc des Fauvettes
Le viaduc des Fauvettes ou viaduc d'Angoulême ou viaduc de Bures est un pont ferroviaire désaffecté de l'ancienne ligne d'Ouest-Ceinture à Chartres aussi connue sous le nom de ligne de Paris à Chartres par Gallardon ; il est situé sur les communes de Gometz-le-Châtel et de Bures-sur-Yvette, en Essonne ; il enjambe le ru d'Angoulême et surplombe la vallée de l'Yvette, à proximité du bois des Fauvettes, d'où ses différentes appellations. C'est aujourd'hui une base de loisirs. Il est utilisé comme site d'entraînement pour l'escalade et la spéléologie sportive, et aussi occasionnellement pour l'entraînement des parapentistes à l'ouverture du parachute de secours sous tyrolienne.

## Histoire
Le viaduc a été construit en 1913 pour permettre la réalisation de la ligne de Chartres à Paris par Gallardon.
Le viaduc, utilisé par l'armée allemande durant la Seconde Guerre mondiale, a été bombardé en 1944 par les Alliés, ce qui endommagea une de ses voûtes. Elle ne fut réparée qu'en 2004 pour en faire une base de loisirs. 

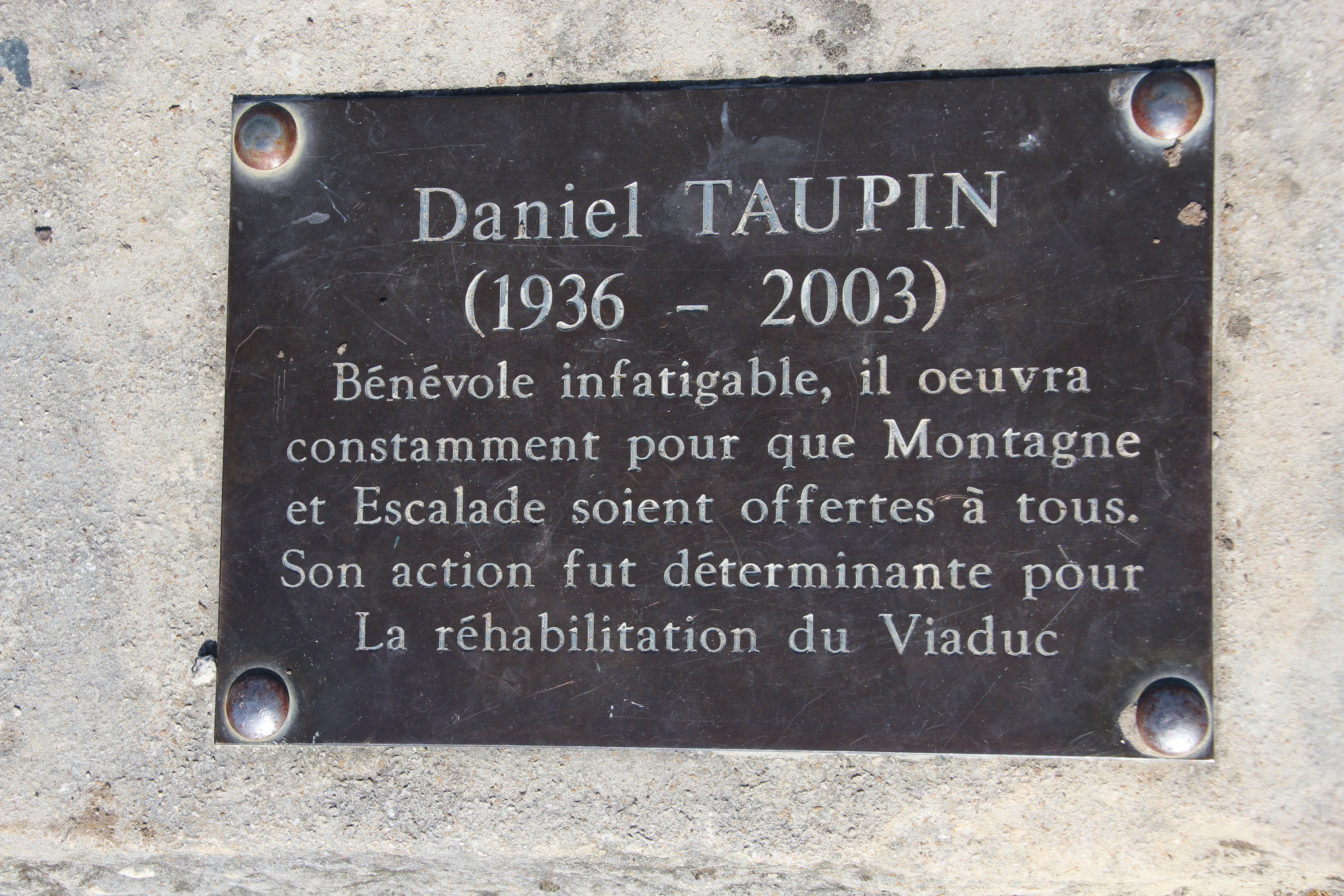
Plaque commémorative en mémoire de Daniel Taupin.

Le viaduc a été utilisé pour l'escalade de ses piliers, en technique de montagne et de spéléologie, à partir de la fin des années 1970.
Puis l'État, propriétaire de l'ouvrage, interdit son accès en 1997 par arrêté préfectoral pour raison de sécurité, arguant du risque de chute en l'absence de garde-corps et du risque d'écroulement de la voûte toujours endommagée depuis la guerre[réf. nécessaire].  
Fin 2003, des travaux de consolidation et sécurisation débutent pour un an : reconstitution de l'arche bombardée en 1944, pose de garde-corps, réfection de l'étanchéité. Le viaduc est alors rouvert au public en octobre 2004 pour des activités de loisir : promenade, escalade, entraînement à la spéléologie,,.
Depuis 2008, le Syndicat intercommunal pour l’aménagement de la coulée verte de l'Yvette (SICOVY) est propriétaire de l'ouvrage.

## Caractéristiques
Cet ouvrage en maçonnerie de meulière compte 12 arches de 15 mètres d'ouverture. D'une longueur de 221 mètres et d'une largeur de 8,15 mètres, il culmine en fond de vallée à 34 mètres de hauteur.

## Administration
Le viaduc des Fauvettes a été racheté en 2008 par le Syndicat intercommunal pour l’aménagement de la coulée verte de l'Yvette (SICOVY).
Ce dernier a été créé à l'initiative des communes de Gometz-le-Châtel, Bures-sur-Yvette et Les Ulis et ce afin de remplir quatre objectifs : 
- protéger le site de la coulée verte, maintenir les activités agricoles et développer ses fonctions écologiques ;
- aménager ces différents espaces pour en permettre l'accès aux publics ;
- faire de ce lieu un secteur intercommunal voué aux loisirs et à la détente ;
- gérer et entretenir le viaduc des Fauvettes.

## Galerie

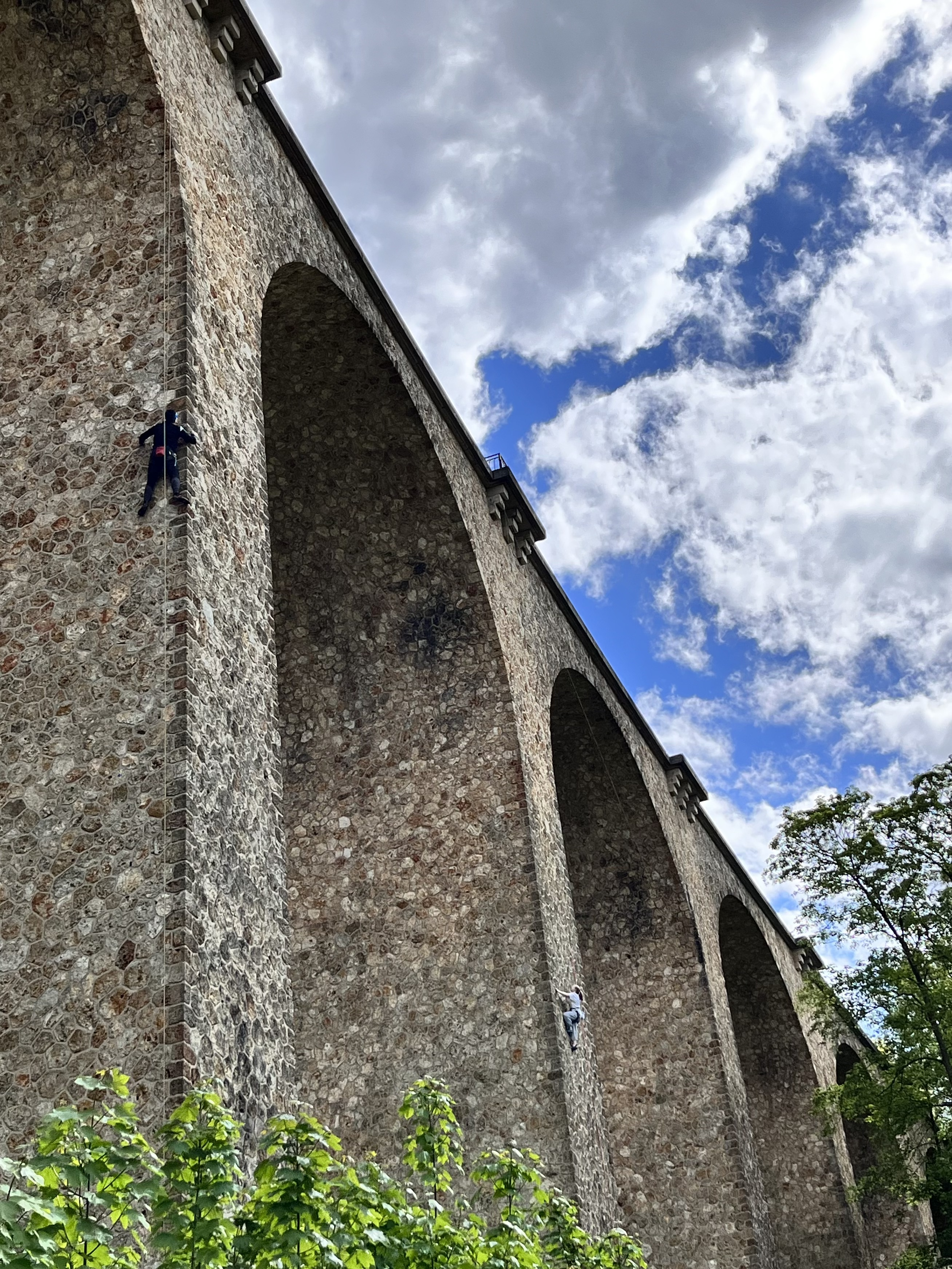
Deux grimpeurs sur les arches du Viaduc des Fauvettes, photo prise par Magda.
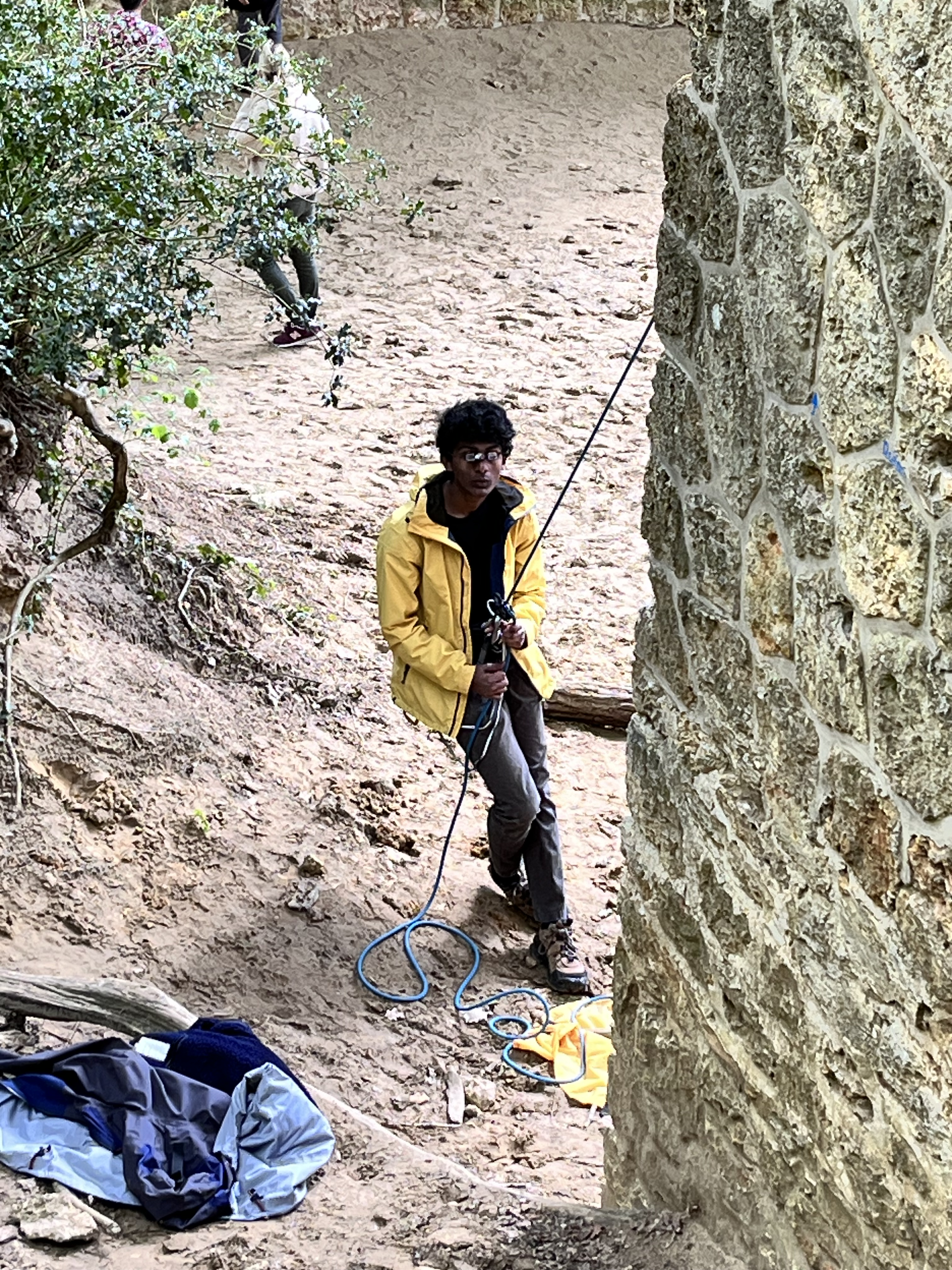
Un assureur au viaduc.
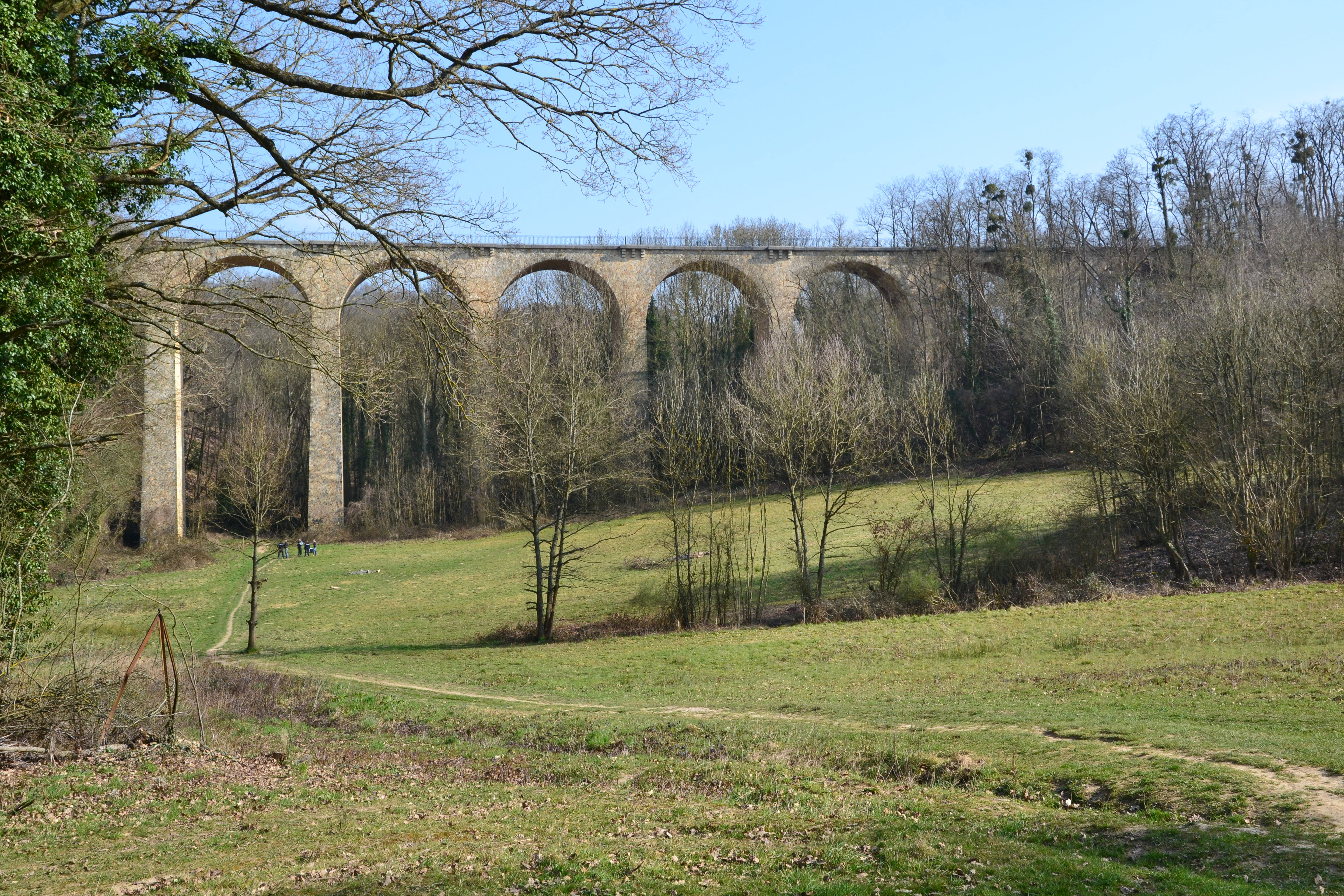
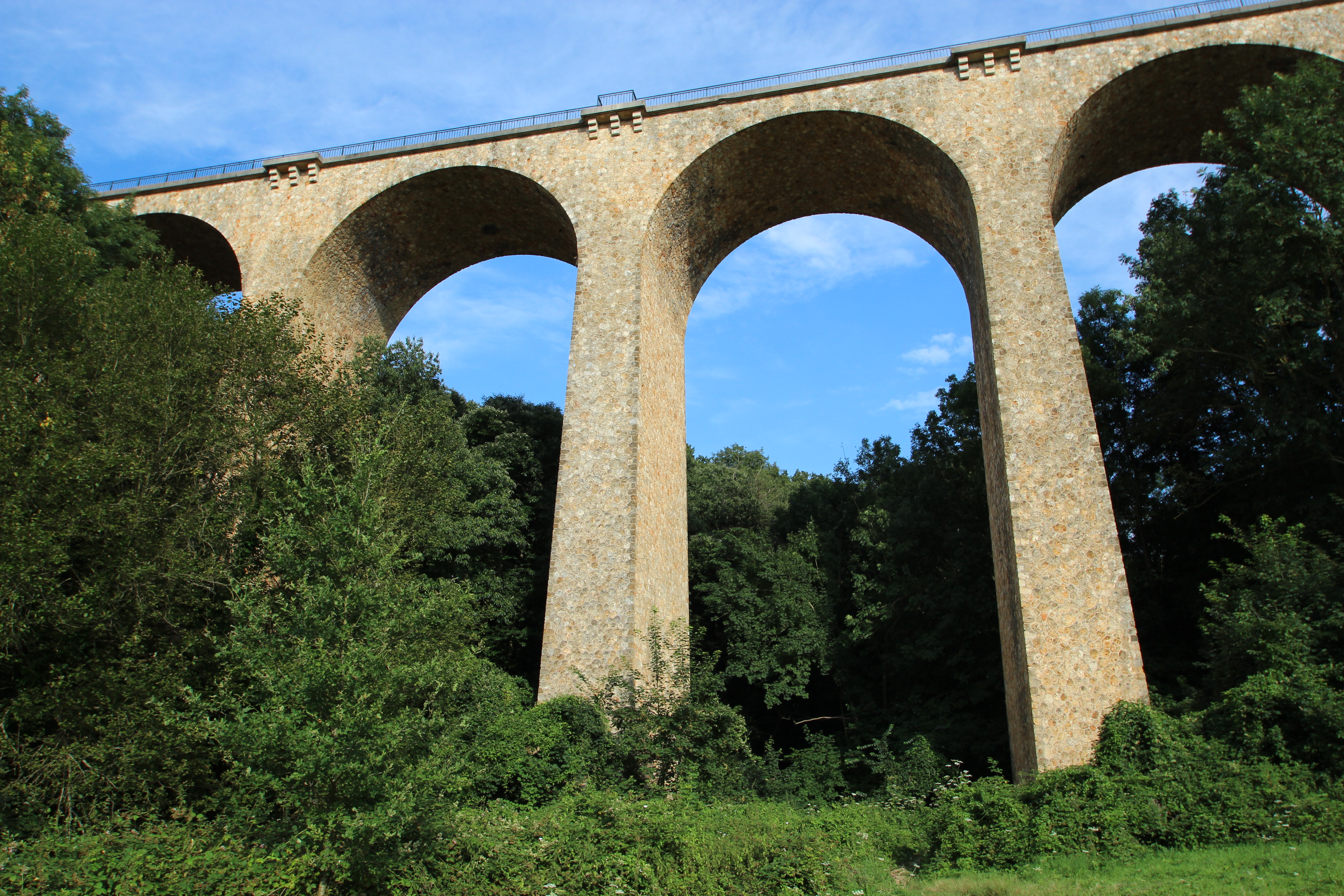
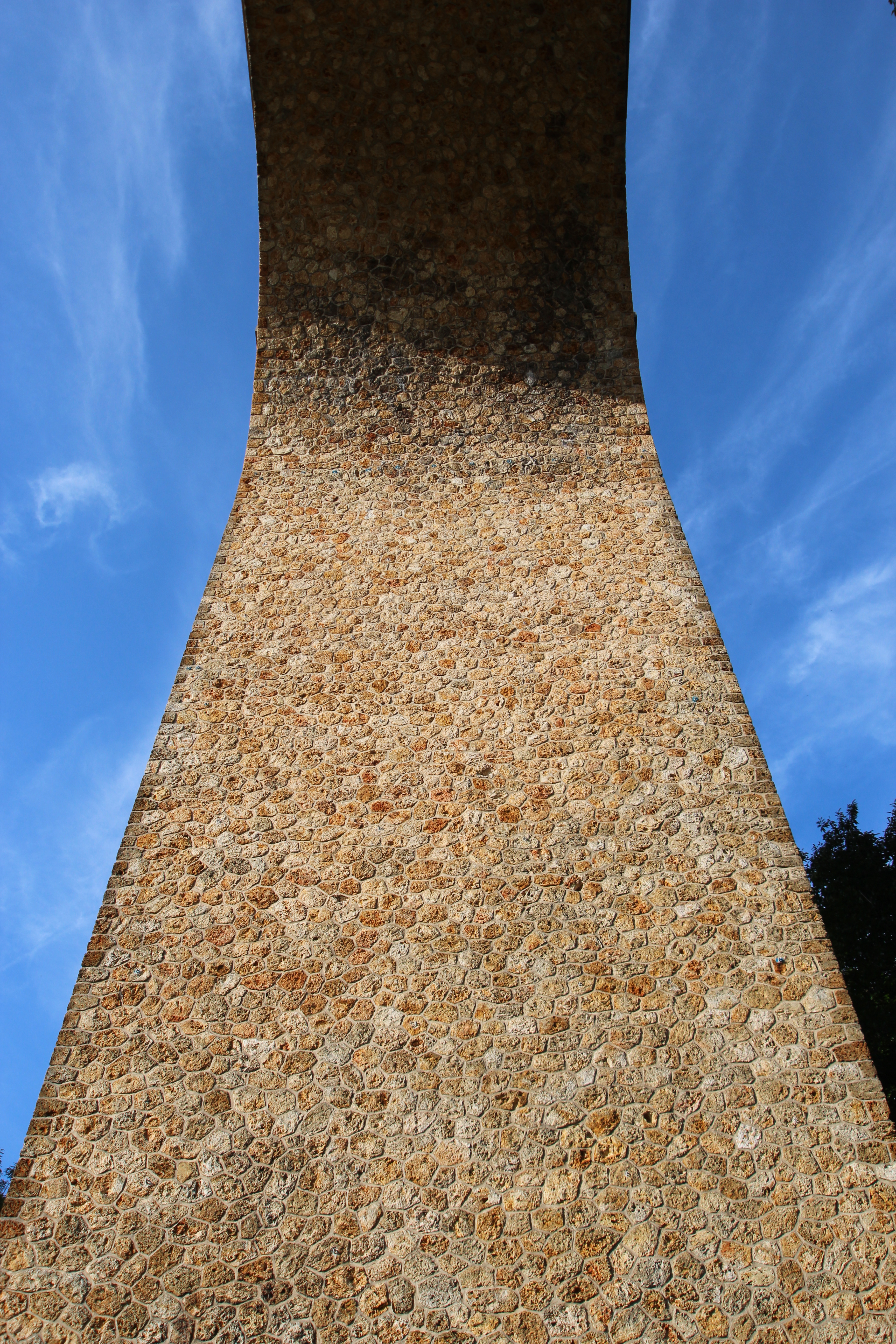
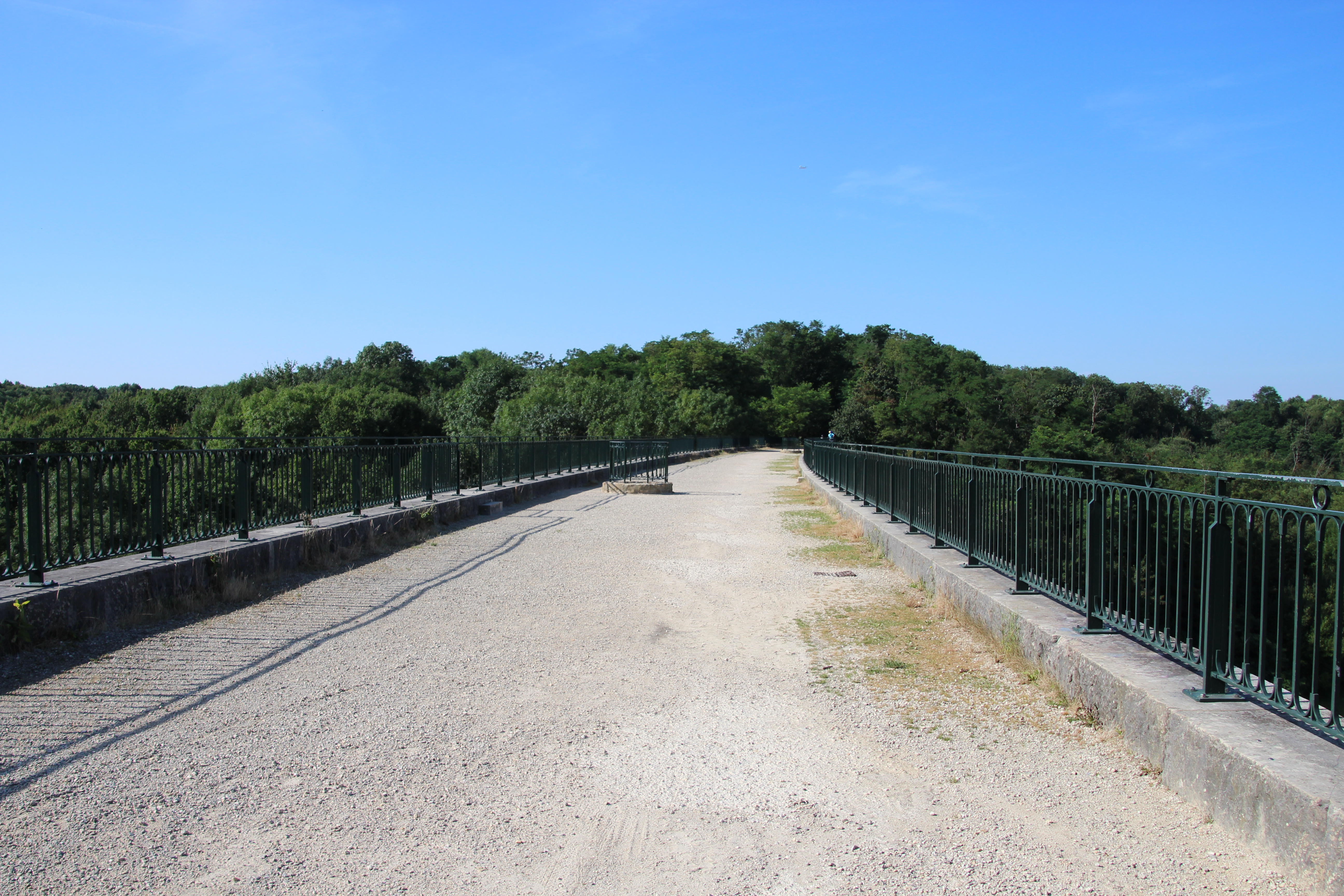
Promenade à la place de l'ancienne voie ferrée.
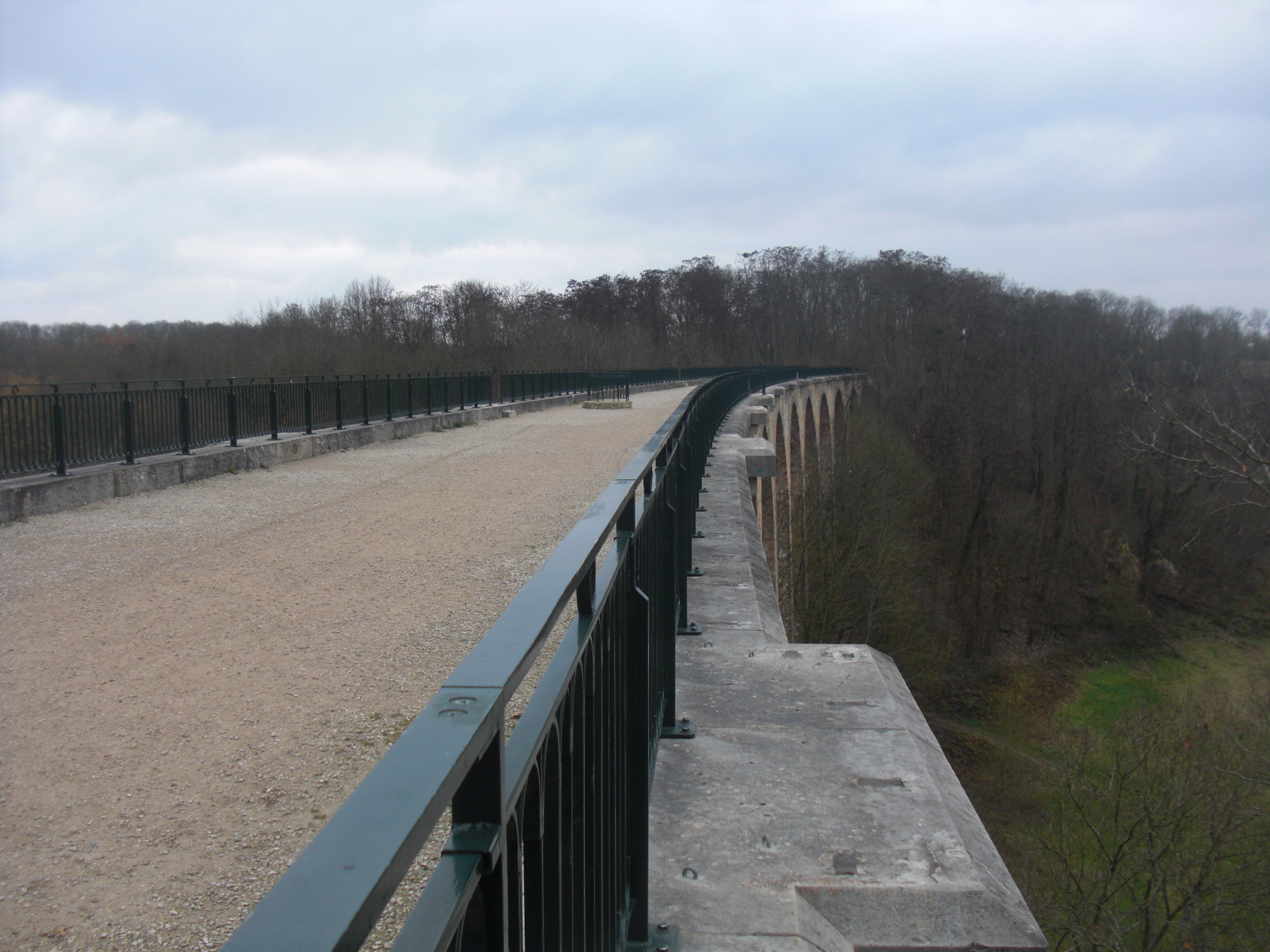